# Clotilde con traje de noche

Clotilde con traje de noche es una obra de Joaquín Sorolla y Bastida pintada al óleo sobre lienzo con unas dimensiones de 150 x 105 cm. Datada en el año 1910, forma parte del fondo del Museo Sorolla de Madrid a través de su legado fundacional.
El cuadro es un retrato de su esposa Clotilde García, con el tronco erguido y el brazo izquierdo en su cintura, y se encuentra sentada en un butacón de orejas, sobre el que descansa un chal de color blanco, con un tapizado en damasco rosa. También rosa es el fondo del cuadro. Clotilde adorna su cabello con una flor blanca y el cuello un hilo de perlas. La modelo lleva un vestido negro de noche, descotado y con adornos que demuestran la buena posición que la familia disfrutaba en aquel entonces. Es habitual que Sorolla comprara vestidos y complementos a la última moda en sus viajes al extranjero, y que estos fueran usados en los posteriores retratos.
Clotilde, con quien contrajo matrimonio en 1888, fue su principal modelo para muchas de sus obras, que van desde los primeros años como matrimonio hasta la madurez de la pareja, en diferentes poses y ambientes. Clotilde también aparece en muchas otras obras del pintor junto a la totalidad o alguno de sus hijos. Estos retratos sirvieron de muestrario al pintor para encargos de clientas, y también le sirvieron para experimentar en su arte. Otros retratos de Clotilde realizados por Sorolla son por ejemplo Clotilde con traje negro (1906), Clotilde García del Castillo, Clotilde con mantilla negra, Clotilde con gato y perro, Clotilde vestida de blanco, Clotilde en la playa, Clotilde sentada en un sofá, Perfil de Clotilde, Clotilde con traje gris, Retrato de Clotilde, y así hasta más de 70 obras. 